# Andrea Ceresola
Andrea Ceresola, genannt il Vannone (* 16. Jh. in Lanzo d’Intelvi; † um 1619 in Genua), war ein italienischer Architekt, der hauptsächlich in Norditalien arbeitete.

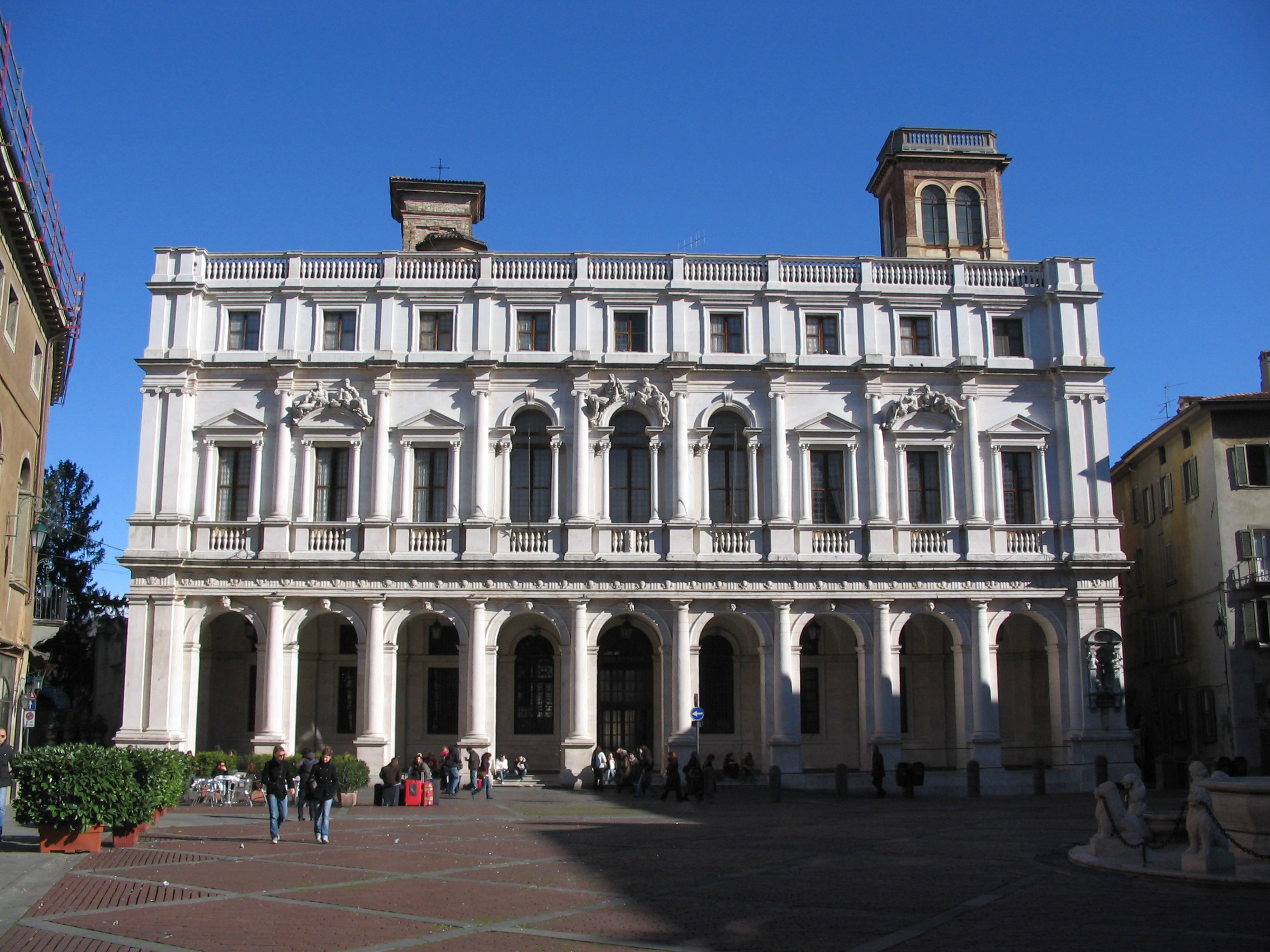
Andrea Ceresola: Palazzo Nuovo, Bergamo 1604

Über sein Geburtsdatum und seine Ausbildung sowie erste Tätigkeit ist nichts bekannt. Geneuere Informationen sind erst ab 1580, mit Beginn seiner Tätigkeit in Genua, vorhanden.
Besonders aktiv war er in Genua, wo er nicht nur am Palazzo Ducale, sondern auch an vielen anderen Gebäuden arbeitete, darunter der Palazzo alla Marina, ehemals Doria di Pegli, die Villa Saluzzo Bombrini und die Kirche San Pietro in Banchi, welche sein erstes großes Werk war.
Aus dem Jahr 1585 ist ein Vertrag mit G. B. Spinola für den Bau der Kirche und des Klosters Santa Maria Maddalena der Somasker bekannt.
Unter den ihm zugeschriebenen Sakralbauten ist noch die Kirche San Nicolò di Tolentino für die Augustiner in erwähnenswert, deren Entwurf er 1597 als Hauptarchitekt anfertigte. Die Kirche wurde im Zweiten Weltkrieg zerstört und mit erheblichen Veränderungen wieder aufgebaut.
Die von der Villa Saluzzo Bombrini inspirierten Loggia des Palazzo Nuovo in Bergamo, heute Sitz der Biblioteca civica Angelo Mai, wird ihm zugeschrieben. Eine weitere, nicht durch Quellen gestützte Zuschreibung, ist der Entwurf der Kathedrale von Chiavari.
Die letzten Dokumente stammen aus dem Jahr 1619, sodass davon auszugehen ist, dass er um 1619 starb.